# 28075 Emilyhoffman
28075 Emilyhoffman è un asteroide della fascia principale. Scoperto nel 1998, presenta un'orbita caratterizzata da un semiasse maggiore pari a 2,4336177 UA e da un'eccentricità di 0,1129898, inclinata di 2,49280° rispetto all'eclittica.